# Henri-Charles Beaubrun
Pour les peintres, voir Henri et Charles Beaubrun.
Pour les articles homonymes, voir Beaubrun.
Henri-Charles Beaubrun (né à Paris le 6 janvier 1655, décédé le 28 avril 1723 dans cette même ville) est un exégète janséniste. Il est l'un des principaux contributeurs de l'édition définitive de la Bible de Port-Royal.

## Biographie

### Sa formation
Fils de M. Beaubrun, directeur de l'Académie royale de peinture et de sculpture à Paris, et neveu d'un autre peintre illustre de l'École française, Charles-Henri Beaubrun fut élevé au séminaire Saint-Charles des missionnaires de Saint-Lazare et reçut de bonne heure la tonsure, mais sans toutefois aller jusqu'à la prêtrise. Il sortit fit de bonne heure connaissance avec Pierre Nicole, qui en fit son exécuteur testamentaire. Cette amitié l'introduisit aux cercles de Port-Royal, tout en lui inspirant un goût particulier pour l’étude de la théologie, de la morale,& de l’histoire ecclésiastique.

### Ses loisirs et son naturel

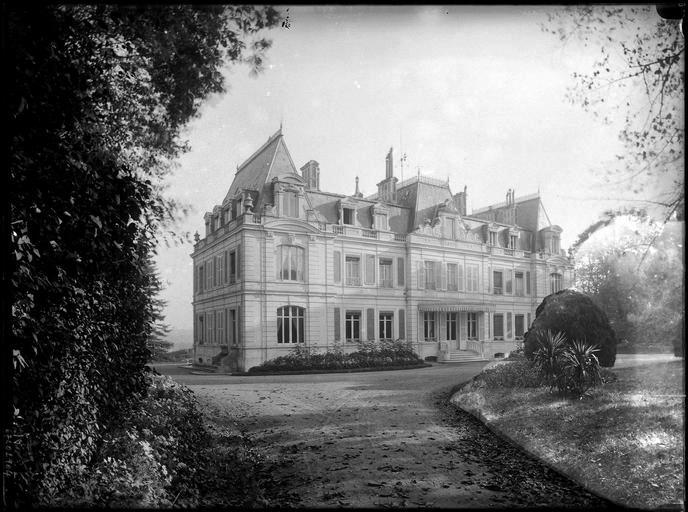
Le château de Mousseau à Évry, aujourd'hui disparu.

Il détenait le bénéfice de concierge garde-meubles du château de Mousseau, au diocèse de Meaux, auquel s'ajouta par la suite celui de contrôleur des dîmes, sans toutefois exercer réellement les fonctions correspondantes. Sous l'apparence d'une vie commune et ordinaire, il menait une vie austère tout en cultivant les beaux-arts ; et quoique sa famille se fût toujours opposée à son penchant pour la peinture, il y réussissait jusqu'à mériter quelquefois l'estime des connaisseurs. II était toujours égal, sans humeur, sans fantaisie, d'une application continuelle, et gardait dans ses actions une équanimité qui est souvent plus exigeante que les macérations les plus dures. Sa conversation était agréable, mais surtout elle était utile par les traits d'esprit et d'érudition, et par la hauteur de vues.

### Son œuvre critique[2]
Beaubrun a participé aux commentaires philologiques et théologique des épîtres de saint Paul, insérés dans la grande bible de Louis-Isaac Lemaistre de Sacy. Il n'a pas moins été utile à l'édition de la bible elle-même (en quatre volumes in-folio) dont il a compilé les derniers livres au début du XVIIIe siècle. Son travail fut toujours désintéressé : il suffisait qu'on lui témoignât qu'il pouvait être utile à quelqu'un pour qu'on le vît aussitôt prêter son concours. À la mort de Pierre Nicole, il défendit sa mémoire contre des factums publiés sous le nom de sa famille, avec des notes injurieuses à sa mémoire. II mit aussi par écrit tout ce qu'il avait vu et su de la vie et des idées de ce théologien.
Beaubrun mit également en forme les mémoires d'un autre dévôt janséniste, S.-J. Cambout de Pontchâteau (1634-1690). Il avait entrepris une histoire fort détaillée de toutes les bulles et constitutions données par les papes sur la grâce, et une « Histoire de Port-Royal » ; mais avec la détention de Pasquier Quesnel à Malines, il préféra confier tous ses manuscrits à un ami sûr, et laissa ce travail inachevé. 
L'austérité avec laquelle Beaubrun pratiquait tous les carêmes aurait, selon Moréri, précipité sa mort : ayant beaucoup souffert pendant le carême de 1723, il n’en poursuivit pas moins de longs jeûnes, de sorte qu’après Pâques il fut pris d’une inflammation abdominale très douloureuse. Il mourut le 28 avril 1723 sur les quatre heures de l’après-midi, et fut inhumé le lendemain matin au bas de l’aile de l’Église Saint-Eustache (Paris).

## Source
- Louis Moréri, Supplément au grand dictionnaire historique généalogique, géographique,  p. 536
- P. Jansen, Arnauld D'andilly, défenseur de Port-Royal (1654-1659), éditions Vrin, coll. « Bibliothèque de la Société d'Histoire Ecclésiastique de France », 1973, « Introduction »